# Dźwiganie krzyża
Dźwiganie krzyża (wł. Salita al Calvario) – obraz włoskiego malarza Jacopa Tintoretta.
Jeden z obrazów znajdujący się w Scuola Grande di San Rocco w sali dell’Albergo. Tintoretto po otrzymaniu zlecenia na udekorowanie siedziby bractwa przedstawił na ścianach sceny męczeństwa Chrystusa. Stworzył cztery dzieła: Chrystus przed Piłatem, Cierniem koronowanie, Dźwiganie krzyża i Ukrzyżowanie.
Dla przedstawienia sceny drogi na Kalwarię wybrał dolną perspektywę. Dzięki niej widzimy bardzo stromą drogę wnoszącą się pod ostrym kątem. W górnej części obrazu widoczny jest Jezus słaniający się pod ciężarem krzyża. Na jego szyi widoczny jest powróz, za który ciągnie jeden z żołnierzy. Jest to bardzo rzadki motyw, niewystępujący wcześniej w ikonografii chrześcijańskiej. Z czoła Chrystusa spod korony cierniowej spływa krew. Poniżej widoczne są dwie inne postacie niosące swoje krzyże. Są to łotrzy, którzy później zostaną ukrzyżowani razem z Jezusem. Górna scena w przeciwieństwie do dolnej skąpana jest w jasnym świetle.